# Phorinia hilaris
Phorinia hilaris là một loài ruồi trong họ Tachinidae.